# Potamites hydroimperator
Potamites hydroimperator — вид рептилій, що мешкає в центральному Перу.

## Опис
Це Potamites середнього розміру. Тіло струнке, злегка вдавлене з боків, максимальна SVL у самців 59,6 мм, 51,6 мм у самиць. Голова загострена зі спини та боків, лусочки на дорсальній поверхні голови гладкі. Хвіст злегка стиснутий трьома рядами бічних лусок на дві черевні хвостові частини. Спина від жовтувато-коричневої до темно-коричневої з трохи темнішими неправильними плямами. Зіниця чорна, оточена жовтуватим оранжево-мідним кільцем, райдужка оливково-жовтувато-коричнева.

## Поширення
Мешкає в центральному Перу. Живе в передгір'ях і підгірного лісу Комунального заповідника Ель-Сіра, департамент Уануко, Перу, на висотах від 540 до 760 метрів.

## Етимологія
Видовий епітет походить від дав.-гр. ὑδρο- — «вода» й лат. imperator — «імператор». Назва натякає на прибережні звички нового виду, який є єдиною ящіркою в Ель -Сірі, яка використовує потоки як частину свого середовища існування.